# John Saris
John Saris (1580 circa – 1643) è stato un navigatore e mercante britannico, capitano della prima spedizione inglese in Giappone.
Fece parte della Compagnia britannica delle Indie orientali, iniziando la sua carriera ai comandi di Henry Middleton in occasione del secondo viaggio della compagnia in Asia. In seguito venne posto al comando degli avamposti commerciali di Giava e Hirado.

## Biografia

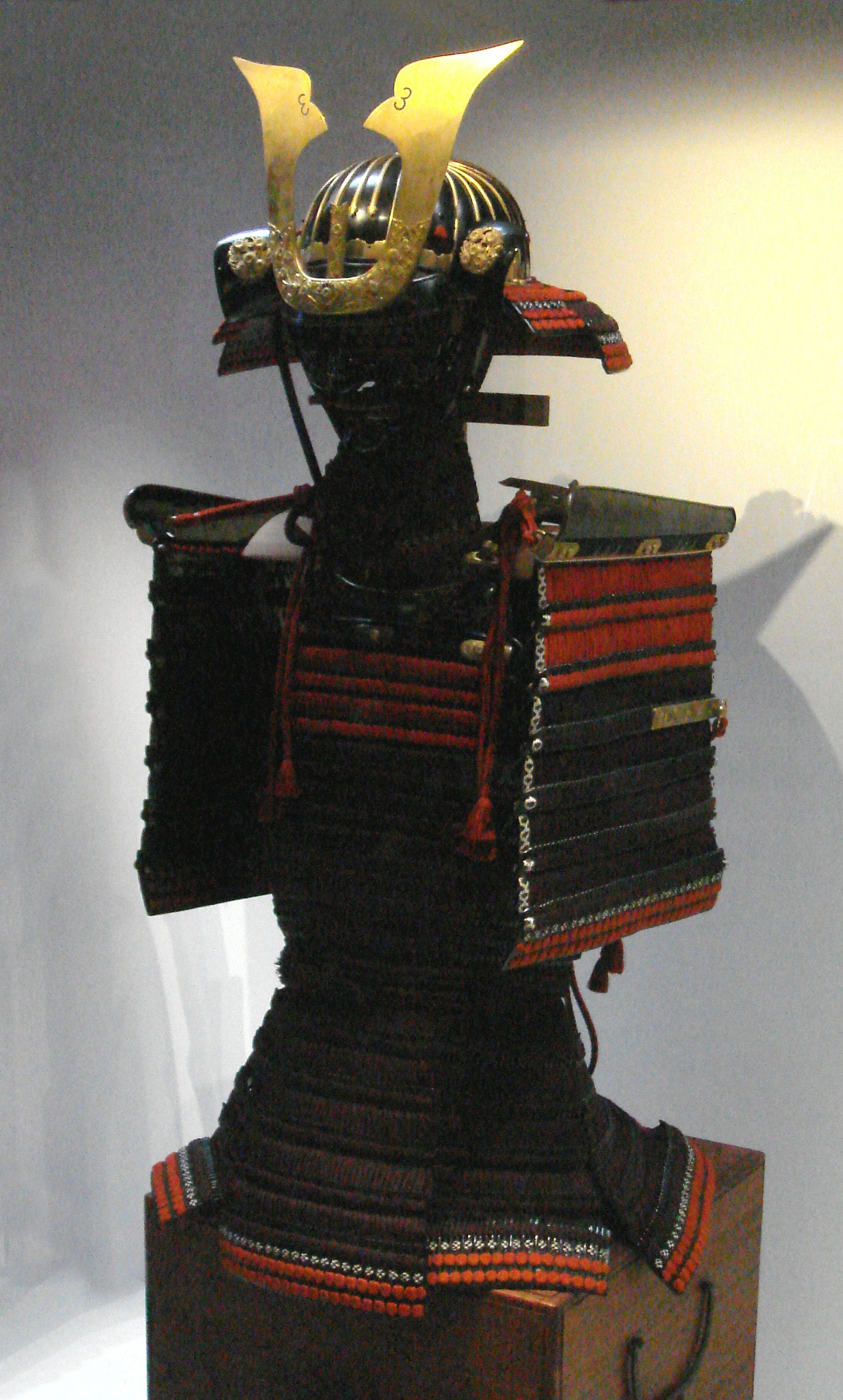
Una delle due armature che Tokugawa Hidetada consegnò a John Saris nel 1613, come dono per Giacomo I d'Inghilterra. Le armature sono oggi custodite all'interno della Torre di Londra.

### Primi anni
John Saris nacque tra il 1579 e il 1580 da Thomas e Katherine Saris. Suo padre era originario di Londra e morì quando John era ancora un bambino, mentre il bisnonno Humphrey proveniva da Tickhill, una piccola cittadina nei pressi di Doncaster.
Entrò a far parte della Compagnia britannica delle Indie orientali nei primi anni del XVII secolo, partecipando alla sua prima spedizione in occasione del secondo viaggio della compagnia in Asia, ai comandi del capitano Henry Middleton. La flotta partì da Gravesend il 25 marzo 1604 raggiungendo Bantam il 23 dicembre dello stesso anno. Qui Saris spese parecchi anni, guadagnandosi il ruolo di comandante dell'avamposto.

### Il viaggio in Giappone
Tornato in Inghilterra fu posto a capo dell'ottava spedizione della Compagnia, che partì alla volta dell'Asia il 18 aprile 1611. A bordo della Clove, Saris raggiunse l'avamposto di Bantam nell'ottobre del 1612, prima di proseguire verso il Giappone. Il 12 giugno 1613 raggiunse finalmente il porto di Hirado, dove fu accolto dal daimyō Matsuura Shigenobu a dal padre di questi, Takanobu. Qui Saris ebbe modo di mettersi in contatto con William Adams, il primo inglese ad aver messo piede in Giappone nel 1600, benché a capo di una spedizione olandese. I due ebbero modo di imbastire le prime relazioni di carattere commerciale tra inglesi e giapponesi, nonostante alcune incomprensioni iniziali dovute principalmente al modo di fare di Adams, malvisto a causa del suo adattamento ai costumi locali e dei suoi legami con portoghesi, spagnoli e olandesi. Adams e Tokugawa Ieyasu suggerirono a Saris di sfruttare il porto di Uraga come punto strategico di accesso alla baia di Edo, ma egli decise di costruire l'avamposto inglese lontano dalla capitale del bakufu a Hirado, nel Kyūshū, l'isola più meridionale del Giappone. 
Nell'autunno del 1613 Saris lasciò il comando della base di Hirado a Richard Cocks, per poi fare ritorno in Inghilterra. Gli affari dei mercanti inglesi con i giapponesi non decollarono a causa soprattutto dell'influenza e del potere sul mercato degli olandesi, i quali si erano stabiliti nel Kyūshū già da qualche tempo. Gli sforzi inglesi volti a sviluppare un rapporto commerciale con la Cina fallirono allo stesso modo, e così l'avamposto di Hirado fu abbandonato dieci anni più tardi, nel 1623.

### Il ritorno in Inghilterra
Nonostante il breve tempo trascorso in Giappone, Saris scrisse un dettagliato resoconto del suo viaggio che fu successivamente pubblicato nel 1900 in un'edizione a cura dello studioso e diplomatico Ernest Satow. In Inghilterra ebbe alcuni problemi a causa del carico che riportò in patria dal Giappone, nella fattispecie libri e opere di genere erotico chiamate shunga, che gli furono confiscati e successivamente distrutti poiché considerati scandalosi. Morì nel 1643.